# Pagėgių savivaldybė
Pagėgių savivaldybė är en kommun i Litauen.   Den ligger i länet Tauragė län, i den västra delen av landet, 220 km väster om huvudstaden Vilnius. Antalet invånare är 8 931. Arean är 537 kvadratkilometer.
Terrängen i Pagėgių savivaldybė är platt.